# Macarena Aguilar
Macarena Aguilar (født 12. marts 1985) er en tidligere spansk håndboldspiller. Hun nåede at spille 13 år for det det spanske landshold. Hun har tidligere har spillet for Randers HK, Györi Audi ETO KC, Rostov-Don og SD Itxako.

## Karriere

### Klubkarriere
Hun startede med at spille for en spansk klub Balonmano Sagunto, hvor hun spillede i otte år. Med Sagunto vandt hun mange mesterskaber som det spanske mesterskab, spansk liga cup, Queen's Cup (spansk: Copa de la Reina) og det spanke super cup. I 2009 hun flyttede til Estella i Spanien og spillede for SD Itxako. Hun spiller nuværende i Thüringer HC som hun flyttede til i 2016.

### Landshold
Aguilar var med ved flere mesterskaber med det spanske landshold. Ved EM 2008 var hun med til at vinde sølv, og ved VM 2011 var hun med til at vinde bronze.
Hun var med Spanien ved OL 2012 i London, hvor holdet i semifinalen tabte til Makedonien, men efterfølgende sikrede sig bronzen med sejr over Sydkorea, mens Makedonien fik sølv efter finalenederlag til Norge.
Det blev til endnu en EM-sølvmedalje i 2014, mens holdet ved OL 2016 i Rio de Janeiro blev nummer seks.